# Жах Аркгема
Жах Аркгему (англ. «Arkham Horror») — настільна гра, натхненна творчістю Говарда Лавкрафта в жанрі хоррор, та рольової гри «Поклик Ктулху».
Автором гри є Річард Лауніс (англ. Richard Launis), а згодом ще й Кевін Вілсон (англ. Kevin Wilson). Спочатку Річард надав гру виданню Chaosium Inc. Гра мала називатись «Поклик Ктулху: настільна гра» й задумувалась як настільний варіант на основі рольової гри «Поклик Ктулху». Проте в процесі розробки гра вийшла за визначені межі та почала набувати унікальних виразних рис, побудувавши новий ігровий світ за мотивами Говарда Лавкрафта.
Гра вимагає багато часу на підготовку, має досить складні правила та включає в себе багато (близько 700 в третьому виданні) токенів, карток й інших елементів. Разом з цим, Жах Аркгему був неодноразово визнаний світом відмінною настільною грою.
Аркгем — це вигадане Говардом Лавкрафтом містечко у штаті Массачусетс, яке часто згадується у його творах. Він вважав, що саме в таких маленьких містечках, обділених увагою загалу, відбуваються усілякі загадкові події, саме тому плацдармом гри стає Аркгем.
Вперше гру видано в 1987 році компанією «Chaosium» і перший же тираж був миттєво розкуплений. В тому ж році гра виграла нагороду в номінації «Найкраща науково-популярна гра» премії «Origin Awards». 2005 року гру було перевидано з суттєвими змінами: покращення інтерфейсу, ускладнення ігрового процесу та більша атмосферність. Видання було здійснено компанією «Fantasy Flight Games». Наступне перевидання з виправленням недоліків відбулося в 2007 році.
Найновіше на цей час видання побачило світ у 2018 році під назвою «Arkham Horror Third Edition».

## Ігровий процес
Гра переносить учасників у 1926 рік у вигадане містечко Аркгем, що в штаті Массачусетс.
Гравцям випаде приміряти на себе роль дослідників, занепокоєних незрозумілими подіями, що почали відбуватись в цьому місті. Їм доведеться збирати по місту докази, аби дізнатись більше про ці події, закривати відкриті в різних місцях ворота в потойбічний світ, та навіть рятуватися від апокаліпсиса. На їх дорозі будуть повставати монстри, з якими можна як вступати у відчайдушні битви, так і намагатись пройти непоміченими.
Ігровий процес розвивається завдяки випадковим подіям під час дослідження різних локацій міста: сприятливим, що приноситимуть додаткові ресурси чи, навпаки, небезпечним, в яких дослідники застосовуватимуть свої навички. Атмосфера жаху, що наростає, буде підштовхувати дослідників у самий його центр, аби там його зупинити. Під час цієї боротьби зі злом вони можуть втрачати свідомість та розум, потрапляти до лікарні та психіатричної клініки, губитись в просторі та часі, бути арештованими чи досліджувати потойбічні світи. Якщо ж дослідники не встигнуть закрити всі портали до того, як прокинеться Древній, їм загрожуватиме найстрашніша і найзапекліша битва у їх житті, шанси виграти яку — вкрай низькі.
Ігровий процес побудований таким чином, що гравці грають не один проти одного, а всі разом проти спільного ворога. Гра розрахована на 1-8 гравців, проте чим менше гравців у грі, тим складніше буде виграти. В середньому гра триває 3-4 години та не розрахована на швидкі партії. В Жах Аркгему приємніше за все грати, повністю поринувши в гру, добре знаючи правила та за великим зручним столом, де можна розмістити всі колоди й розміститись так, щоб бачити усе поле.

## Арсенал гри
Дослідники можуть мати зброю різних мастей та калібрів, магічні речі та закляття, а також покращувати свої навички, отримувати благословення, прокляття, банківські позики, чи навіть стати членами таємних організацій. У місті їм, звичайно, знадобляться гроші, а на допомогу прийдуть охочі долучитися до боротьби зі злом мешканці Аркгему. Щоб чарувати закляття або прочитати придбані книги, дослідникам знадобиться високий рівень знань, який гравці можуть збільшувати чи зменшувати, жертвуючи чи покращуючи інші параметри. Можливість переміщення між локаціями визначатиметься поточною швидкістю гравця; але чим швидшим буде гравець, тим більш помітним він стане для монстрів. Для визначення успіху дій гравців в грі використовуються гральні кубики.
Місто розподілено на райони та локації. Локаціями можуть бути Лікарня, Поліційний відділок, Офіс Газети, Ліс, Чорна печера тощо, де з дослідниками будуть відбуватись якісь події в залежності від витягнутої карти. В Аркгемі є стабільні й нестабільні локації. В нестабільних (позначених червоним ромбом) можуть відкриватись портали в потойбіччя та з'являтись монстри. Події в таких локаціях можуть відбутись найнеприємніші, проте, якщо поталанить, винагорода теж може виявитись співрозмірною.
Також там можна буде знайти нові докази. У стабільних локаціях (позначених зеленим ромбом) не відкриватимуться ворота і тут на гравців може чекати додаткова зброя, гроші тощо. Так само і в потойбічних світах, проте там події будуть ще більш небезпечними й носитимуть більш містичний характер. Також на ігровому полі є поля Неба й Окрайок міста куди, теж забираються монстри. В місті є відчуття наростання жаху, який позначається за допомогою Рівня жаху. При великому рівні жаху магазини почнуть закриватись, а можливі союзники — тікати з міста. Також можна загубитись у просторі та часі. Якщо дослідник втрачає свідомість чи глузд, він опиняється у відповідному закладі. В найбільш страшних випадках дослідник може бути знищеним. З кожними новими відкритими в Аркгемі воротами в потойбічний світ напливають дедалі більше монстрів і дедалі більше наближається пробудження Древнього, це позначається жетонами шкали неминучості на листі Древнього. Бо й у Древнього, й у кожного дослідника є свій особистий лист з його параметрами — навичками (бій, воля, швидкість, удача, знання, непомітність), рівнем тіла та глузду, та унікальними здібностями, а також з власною історією — де можна дізнатись, що саме привело дослідника в Аркгем і поставило до лав боротьби зі злом, її можна прочитати на зворотному боці листа дослідника. На ігровому полі дослідники позначаються у вигляді картонних мініатюр своїх героїв. На офіційному сайті гри можна додатково замовити реалістичніші мініатюри дослідників та купити більш атмосферні кубики в замін звичайних білих. Монстри зображуються на квадратних жетонах, на яких написаний рівень їх пильності (рухальна сторона жетона), якщо дослідник захоче оминути монстра непоміченим. Та якщо це йому не вдається, або ж він одразу захоче вступити в бій з монстром тоді жетон монстра перевертається на зворотний бік (бойова сторона монстра), там знаходиться атмосферний текст і рівень жаху, бойових ушкоджень та стійкість монстра. Перед тим як вступити в бій, дослідник повинен мати хорошу волю, аби не збожеволіти при контакті з огидним створінням, якщо дослідник не схибнувся розумом, починається битва, яка залежатиме від початкових параметрів обох противників і звичайно простої удачі.
Монстри також будуть рухатись по Аркгему чи навіть злітати в Небо. Більшість монстрів рухається звичайно, але є і швидкі монстри, і летючі, і навіть статичні, які узагалі нікуди не рухаються. Якщо монстрів стане у місті забагато, вони вирушать на Околиці, але якщо й Околиці переповняться, вони покинуть Аркгем, але рівень жаху у місті зросте. Також у грі, переважно завжди, присутній якийсь процес, чи чутки, або може статись якась подія всеохопного характеру, що буде впливати на умови ігрового процесу і міняти обставини. За особливих умов можна стати Помічником шерифа і роз'їжджати по Аркгему на поліційній машині, благословити себе чи когось з гравців, отримати банківську позику.
Якщо ви член таємної ложі, то у відповідній локації на вас чекатиме більше подій, ніж якщо ви просто завітаєте туди. В лісах можна зустрітись з бандою Шелдона, а у Лікарні святої Марії завжди можна підлікуватись, відновивши стан тіла, в Офісі газети можна буде отримати непоганий гонорар за розповіді про загадкові події, а в Науковому Центрі отримати нові докази, піддавши переможених монстрів розтину. В Річковому порту за цих самих монстрів можна буде отримати непогані гроші, за які в магазині чи в крамниці старожитностей можна придбати корисну річ. А от у Старому Магічному магазині можуть навіть за ці гроші навчити заклинань, які неодмінно допоможуть при боротьбі з монстрами. Краще мати фізичну і магічну зброю в своєму багажі, адже будуть траплятись і такі монстри, на яких не впливає магічна зброя, і такі, на яких не впливає фізична.

## Доповнення
До основної гри існують такі доповнення:
- Прокляття темного фараона (англ. «Curse of the Dark Pharaoh») — 2006/Переглянуто та перевидано — 2011
- Жах Данвіча (англ. «Dunwich Horror») — 2006
- Король в жовтому (англ. «The King in Yellow») — 2007
- Жах Кінгспорта (англ. «Kingsport Horror») — 2008
- Чорний козел хащ (англ. «Black Goat of the Woods») — 2008
- Жах Інсмуту (англ. «Innsmouth Horror») — 2009
- Причаєний на порозі (англ. «The Lurker at the Threshold») — 2010
- Жах Міскатоніку (англ. «Arkham Horror: Miskatonic Horror») — 2011

Кожне доповнення додає до основної гри нові карти, дослідників, Древніх, деякі нові правила й навіть нові міста. Так до Аркгему додались містечка Данвіч, Кінгспорт та Інсмут, в кожному з яких є свої локації і події, які можуть відбуватись в них. Доповнення роблять і без того складні правила гри ще складнішими, але при цьому ігровий процес стає цікавіше та різноманітніше. Доповнення можна вводити в основну гру по одному, або всі одразу. Варто пам'ятати, що кожне доповнення вимагає ще більше простору на гральному столі.

## Arkham Horror Files
Серія настільних ігор, аксесуарів та художніх творів, заснованих на грі (1987 р.), творці якої надихались творами Говарда Лавкрафта. Видається компанією Fantasy Fight Games (FFG).
Станом на квітень 2023 року, до серії входять:
- Настільна гра Жах Аркгема 2-є видання (2005 р.) та доповнення до неї[7].
- Настільна гра Жах Аркгема 3-є видання (2018 р.) та доповнення до неї[8].
- Жива карткова гра Жах Аркгема: Карткова гра (2018 р.) та доповнення до неї[9].
- Жива карткова гра Жах Аркгема: Карткова гра - Оновлене видання (2021 р.) та доповнення до неї.[10]
- Настільна гра Маєтки божевілля (2011 р.) та доповнення до неї[11].
- Настільна гра Маєтки божевілля 2-е видання (2016 р.) та доповнення до неї[12].
- Настільна гра Прадавній жах (2013 р.) та доповнення до неї[13].
- Серія книг Arkham Horror Fiction[14].
- Настільна гра Elder Sign (2011 р.) та доповнення до неї[15].
- Гра для комп’ютерів та мобільних пристроїв Elder Sign: Omens (2011 р.)[16]
- Збірка The Investigators of Arkham Horror (2016 р.)[17]
- Жива карткова гра (LCG) Call of Cthulhu: The Card Game (2008 р.) та доповнення до неї[18].

а також гральні кубики, мініатюри персонажів та монстрів.

## Переклад
Переклад гри українською мовою виконав «Geekach Games».
Станом на квітень 2023-го року українською мовою були видані Жах Аркгема (3-тє видання) та його карткова версія 2018-го року, Прадавній жах та Маєтки божевілля (2-ге видання). Планується до локалізації оновлене видання карткового Жаху Аркгема.